# Tortora

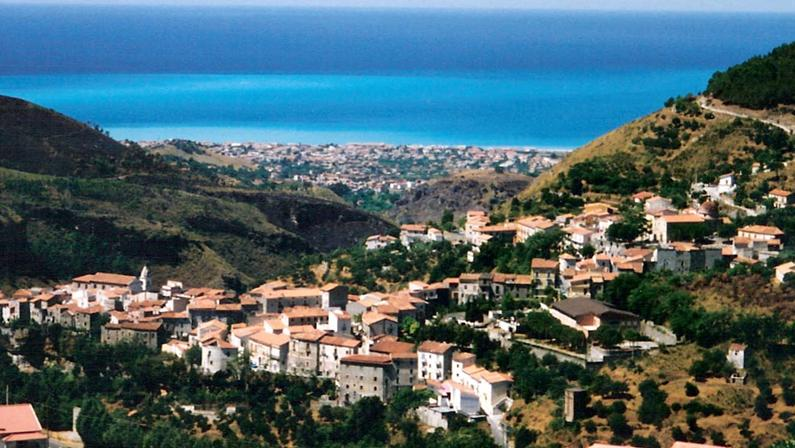
Historisch centrum van Tortora

Tortora is een gemeente in de Italiaanse provincie Cosenza (regio Calabrië) en telt 6000 inwoners (31-12-2004). De oppervlakte bedraagt 57,9 km², de bevolkingsdichtheid is 102 inwoners per km².
De volgende frazioni maken deel uit van de gemeente: Massacornuta

## Demografie
Tortora telt ongeveer 2135 huishoudens. Het aantal inwoners steeg in de periode 1991-2001 met 8,5% volgens cijfers uit de tienjaarlijkse volkstellingen van ISTAT.
| Jaar | Inwoneraantal |
| ---- | ------------- |
| 1991 | 5368          |
| 2001 | 5823          |

## Geografie
De gemeente ligt op ongeveer 300 meter boven zeeniveau.
Tortora grenst aan de volgende gemeenten: Aieta, Laino Borgo, Lauria (PZ), Maratea (PZ), Praia a Mare, Trecchina (PZ).